# 普拉森苏埃拉
普拉森苏埃拉，是西班牙埃斯特雷马杜拉卡塞雷斯省的一个市镇。总面积37平方公里，总人口517人（2001年），人口密度14人/平方公里。